# Anasse Kazib
Anasse Kazib, né le 2 janvier 1987 à Sarcelles, est un syndicaliste cheminot et militant trotskiste français.
Délégué syndical de SUD Rail à la gare du Bourget, il devient une figure du mouvement cheminot en 2018, année où il intègre Les Grandes Gueules de RMC. Depuis 2017, il est membre de Révolution permanente, courant du Nouveau Parti anticapitaliste qui prend son indépendance en 2021. Il tente de se présenter à l'élection présidentielle de 2022, mais échoue à recueillir les parrainages nécessaires.

## Famille et carrière professionnelle
Anasse Kazib naît en 1987 à Sarcelles (Val-d'Oise), où il grandit, dans une famille de cinq enfants. Son grand-père était tirailleur marocain durant la Seconde Guerre mondiale. Ses parents, originaires d'Essaouira, arrivent en France au début des années 1970. Son père est aiguilleur à la SNCF, sa sœur y travaille également,. Son père était agent contractuel et, marocain, n'a jamais pu obtenir le même statut que ses collègues français en raison de ses origines, situation identique à celle de plusieurs centaines d'autres travailleurs immigrés ; le caractère discriminatoire de leur statut est reconnu par la justice en 2018, lors de l'affaire des Chibanis,.
Anasse Kazib travaille comme coursier pour des laboratoires chimiques avant de devenir cheminot en 2012, aiguilleur à la gare de triage du Bourget,. Il gagne autour de 1 800 euros par mois selon ses primes. Sa femme est comme lui employée de la SNCF, dans la région de Paris Nord, depuis le milieu des années 2000,. Ils se sont mariés à 21 ans et ont deux enfants.

## Engagement syndical et politique

### Premiers engagements
Anasse Kazib dit être né dans une famille ancrée à gauche, qui a toujours voté « soit pour le Parti socialiste, soit pour Lutte ouvrière ». Il affirme avoir pris part à une manifestation pour la première fois lors des émeutes de 2005 puis lors du mouvement contre le contrat première embauche l'année suivante, alors qu'il était au lycée.

### Délégué syndical au Bourget
Syndiqué à SUD Rail Paris Nord, Anasse Kazib forme en 2014 une section au Bourget, où il est désigné délégué syndical l'année suivante,. Elle compte quarante-quatre membres en 2018.
Il participe au mouvement contre la loi Travail de 2016, durant lequel il est convaincu au trotskisme par la syndicaliste cheminote Laura Varlet, issue du Parti des travailleurs socialistes argentin. Il découvre grâce à elle le Manifeste du parti communiste de Karl Marx et Friedrich Engels et les textes de Léon Trotski. Il adhère l'année suivante au Courant communiste révolutionnaire, courant situé à la gauche du Nouveau Parti anticapitaliste,, pour lequel il collabore au site d'information Révolution permanente. Il se définit comme « marxiste révolutionnaire »,.

### Grève des cheminots de 2018 et passage auxGrandes Gueules
Anasse Kazib milite pour la grève contre l'ouverture du secteur ferroviaire à la concurrence et la fin du recrutement au statut en 2018, durant laquelle il critique la tactique de la grève perlée et affirme s'opposer aux « bureaucrates » des directions syndicales. Il se fait remarquer parmi l'« AG de Paris Nord », un bastion syndiqué. La loi est cependant votée en juin 2018.
Simultanément et à partir du mois de mars, il intervient régulièrement dans divers talk-shows sur LCI, CNews, C8 ou RT France,. Il devient alors une figure médiatique du mouvement cheminot,. Très suivi sur Twitter, il y partage ses principales interventions.
Après une première intervention remarquée,, il intègre l'émission des Grandes Gueules sur RMC en mai 2018, qui lui apporte une notoriété. Il intervient comme chroniqueur trois fois par mois, en alternance avec son travail de cheminot,. Son profil est recherché par les présentateurs de l'émission, celui de « cheminot engagé de base, qui n'ait pas le discours convenu des leaders syndicaux » selon les propos d'Olivier Truchot. Sur le plateau, il emploie un vocabulaire marxiste, évoquant la lutte des classes, le prolétariat ou la bourgeoisie, décriant le capitalisme, les violences sociales et les violences policières. En conséquence, il devient la cible de harcèlement raciste sur les réseaux sociaux. Il est écarté de l'émission en mars 2020. Il poursuit sa participation régulière à l'émission Touche pas à mon poste !, présentée par Cyril Hanouna sur C8,.
Durant le mouvement des Gilets jaunes, il se lie avec l'une de ses figures, Jérôme Rodrigues. Il participe au mouvement social contre la réforme des retraites de 2019-2020.

### Tentative de candidature à l'élection présidentielle de 2022
Anasse Kazib fait acte de « pré-candidature » à l'élection présidentielle de 2022 le 4 avril 2021, lors d'un conseil politique du NPA. Cette candidature, refusée par la branche dite majoritaire, prend place dans une crise interne au parti, entre une frange radicale (à laquelle appartient le Courant communiste révolutionnaire) et une autre, davantage modérée, ouverte à des rapprochements ponctuels avec La France insoumise,. Le Courant communiste révolutionnaire quitte finalement le NPA en juin 2021, privant le parti de quelque 300 militants,. Anasse Kazib maintient sa candidature et le NPA présente celle de Philippe Poutou,.
Peu après le lancement de la campagne, il est la cible d'une campagne de cyberharcèlement de menaces de mort venant de l'extrême droite. En février, des affiches racistes sont collées à la Sorbonne où le candidat est invité à répondre à des questions d'étudiants. Anasse Kazib se plaint d'une invisibilisation médiatique de sa candidature. Du 1er janvier au 18 février 2022, son temps de parole sur l'ensemble des radios et des chaînes de télévision s'élève à 5 minutes selon l'Arcom. Arrêt sur images remarque qu'il est aussi régulièrement absent lorsque les chaînes de télévision évoquent le classement des candidats selon le nombre de leurs parrainages.
Le 9 février 2022, le candidat est censé participer à une séance de questions-réponses avec les étudiants de l'université Panthéon-Sorbonne au sein du centre Panthéon. Cependant, à la suite d'une campagne d'intimidation menée par l'extrême droite quelques jours plus tôt, plusieurs centaines d'étudiants se rassemblent avant la conférence afin d'apporter leur soutien au candidat,. Recensant plus de 450 personnes, Le Poing Levé décide de tenir la conférence à l'extérieur, compte tenu du fait que l'amphithéâtre octroyé par la présidence est trop petit. Anasse Kazib reçoit à cette occasion le soutien d'Assa Traoré, de Bruno Gaccio ou encore de SOS Racisme. La direction de l'université dénonce ce rassemblement devant ses locaux et le 18 février le candidat est convoqué sur injonction du procureur de la République pour « manifestation sur la voie publique sans déclaration ».
Il présente un programme communiste, révolutionnaire, écologiste, anti-impérialiste et luttant contre les discriminations, et notamment en direction de la jeunesse. Il bénéficie notamment du soutien d'Assa Traoré, militante contre les violences policières,,, du journaliste Taha Bouhafs, de la sociologue Kaoutar Harchi ou de la militante transféministe Sasha Yaropolskaïa.
L'organisation ne réussit cependant pas à réunir les parrainages nécessaires pour présenter Anasse Kazib à l'élection présidentielle. Elle n'en réunit que 160.

### Candidature aux élections législatives de 2024
Après la dissolution de l'Assemblée nationale le 9 juin 2024, Anasse Kazib présente sa candidature aux élections législatives anticipées qui la suivent dans la deuxième circonscription de la Seine-Saint-Denis sous l'étiquette Révolution permanente, avec Elsa Marcel comme suppléante. Il obtient 3,67 % lors de l'unique tour .

## Prise de position
En octobre 2023, après l'attaque du Hamas contre Israël, Anasse Kazib relaie les images du franchissement de la frontière israélienne par les combattants de Gaza et déclare : « Soutien au peuple palestinien qui est debout face à cet État sanguinaire qu'est Israël ». Visé par une enquête pour apologie du terrorisme, il considère que l'État français veut « criminaliser toute solidarité avec le peuple palestinien ».